# Urban Hymns
Urban Hymns è il terzo album in studio del gruppo musicale britannico Verve, pubblicato il 29 settembre 1997.

## Descrizione
Acclamato dalla critica e considerato l'album più maturo dei primi Verve, divenne il disco più venduto del gruppo e fra i maggiori successi musicali dell'intero anno.
Bitter Sweet Symphony, la prima traccia dell'album, è stato il brano di maggior successo del gruppo, ma anche quello che ha causato più controversie: accusato di plagio, il leader del gruppo inglese Richard Ashcroft perse la causa intentatagli da Mick Jagger e Keith Richards dei The Rolling Stones, che si aggiudicarono i diritti sulla musica e dovettero essere citati come coautori, mentre nelle ristampe dell'album il brano è citato come eseguito da The Andrew Oldham Orchestra (per la versione orchestrale presente in The Rolling Stones Songbook) & Richard Ashcroft.

## Tracce
Testi e musiche di Richard Ashcroft, eccetto dove indicato.
1. Bitter Sweet Symphony – 6:00 (musica: Verve)
2. Sonnet – 4:20
3. The Rolling People – 7:05 (Verve)
4. The Drugs Don't Work – 5:05
5. Catching the Butterfly – 6:25 (Verve)
6. Neon Wilderness – 2:35 (McCabe, Verve)
7. Space and Time – 5:35
8. Weeping Willow – 4:50
9. Lucky Man – 4:55
10. One Day – 5:05
11. This Time – 3:50
12. Velvet Morning – 5:00
13. Come On – 15:15 (Verve) – Il brano Come On dura 6:40. Al minuto 13:00 inizia la traccia nascosta Deep Freeze.

Durata totale: 76:00
Edizione digitale
1. Lord I Guess I'll Never Know – 4:52
2. Come On – 6:40 (Verve)
3. Deep Freeze – 2:15

## Formazione
Gruppo
- Richard Ashcroft – voce, chitarra
- Nick McCabe – chitarra
- Simon Tong – chitarra, tastiera
- Simon Jones – basso
- Peter Salisbury – batteria

Altri musicisti
- Mel Wesson – programmazione
- Paul Anthony Taylor – programmazione
- Will Malone – conduzione, arrangiamento strumenti ad arco
- Liam Gallagher – battito di mani (traccia 7), cori (traccia 13)

Produzione
- The Verve – produzione
- Youth – produzione (tracce 1, 2, 4, 9, 10-12)
- Chris Potter – produzione (tracce 3, 5, 6, 7, 8 e 13), registrazione, ingegneria del suono, missaggio
- Gareth Ashton – assistenza tecnica
- Lorraine Francis – assistenza tecnica
- Jan Kybert – assistenza tecnica
- Brian Cannon – direzione artistica, installazione
- Martin Catherall – assistenza design
- Matthew Sankey – assistenza design
- Michael Spencer Jones – fotografia
- John Horsley – fotografia
- Chris Floyd – fotografia

## Classifiche

### Classifiche settimanali
| Classifica (1997-2021) | Posizione massima |
| ---------------------- | ----------------- |
| Australia              | 9                 |
| Austria                | 1                 |
| Belgio (Fiandre)       | 11                |
| Belgio (Vallonia)      | 23                |
| Canada                 | 18                |
| Europa                 | 1                 |
| Finlandia              | 4                 |
| Francia                | 9                 |
| Germania               | 11                |
| Grecia                 | 34                |
| Irlanda                | 1                 |
| Italia                 | 2                 |
| Norvegia               | 4                 |
| Nuova Zelanda          | 1                 |
| Paesi Bassi            | 16                |
| Portogallo             | 4                 |
| Regno Unito            | 1                 |
| Spagna                 | 15                |
| Stati Uniti            | 23                |
| Svezia                 | 1                 |
| Svizzera               | 13                |

### Classifiche di fine anno
| Classifica (1997) | Posizione |
| ----------------- | --------- |
| Australia         | 70        |
| Belgio (Fiandre)  | 86        |
| Belgio (Vallonia) | 99        |
| Francia           | 17        |
| Germania          | 97        |
| Italia            | 10        |
| Nuova Zelanda     | 31        |
| Regno Unito       | 2         |
| Svezia            | 28        |
| Classifica (1998) | Posizione |
| Australia         | 32        |
| Belgio (Fiandre)  | 44        |
| Canada            | 31        |
| Germania          | 51        |
| Nuova Zelanda     | 8         |
| Paesi Bassi       | 48        |
| Regno Unito       | 6         |
| Stati Uniti       | 85        |

### Classifiche di fine decennio
| Classifica (1990–1999) | Posizione |
| ---------------------- | --------- |
| Regno Unito            | 8         |